# Joe Pugsley
Pour les articles homonymes, voir Pugsley.
Pas d'image ? Cliquez ici

a Compétitions nationales et continentales officielles uniquement.

b Matchs officiels uniquement.
Joseph Pugsley dit Joe Pugsley, né le 10 mai 1885 à Swansea et mort le 13 juin 1976 à Cardiff, est un joueur gallois de rugby à XV et à XIII évoluant au poste de talonneur. Il est sélectionné pour les équipes galloises de rugby à XV puis à XIII.

## Biographie
Joe Pugsley effectue sa scolarité au St Saviour's Collegiate School en Afrique du Sud. Il joue en club successivement avec le Grange Stars RFC, le Cardiff RFC et les London Welsh. Il dispute son premier test match le 15 janvier 1910 contre l'Angleterre et son dernier  contre l'Irlande le 11 mars 1911. Il joue sept matches en équipe nationale et inscrit deux essais.
En 1911, il change de code et passe au rugby à XIII. Il joue avec le club du Salford CRRLC et connaît une sélection avec le pays de Galles à XIII en 1911,.

## Palmarès
- Grand Chelem en 1911.

## Statistiques en équipe nationale
- Sept sélections pour le pays de Galles à XV puis une à XIII.
- 6 points (2 essais)
- Sélections par année : 3 en 1910, 4 en 1911.
- Participation aux Tournois des Cinq Nations 1910 et 1911.